# کرم شب‌تاب
کرمِ شب‌تاب برخلاف نامش که از خانواده حشرات است، در اصل عضو خانوادهٔ سوسک‌ها و زیرشاخه غلاف پران یا قاب بالان می‌باشد. کرم‌های شب‌تاب نور سرد تولید می‌کنند که فاقد طیف‌های فروسرخ و فرابنفش می‌باشد. این نور که طول موج آن از ۵۱۰ تا ۶۷۰ نانومتر متغیر است می‌تواند به رنگ‌های زرد، سبز یا قرمز کم‌رنگ دیده شود. دانشمندان پیشتر بر این عقیده بودند که این حشرات با نور شفقی فسفری‌اشان موجب جلب توجه جنس مخالف برای جفتگیری یا صید برای شکار می‌شوند. اما تحقیقاتی که اخیراً توسط گروهی از محققان با سرپرستی دانشمند بلژیکی، رافائل دی کاک انجام شده‌است نشان می‌دهد که کرم‌های شب‌تاب از نوردهی به عنوان یک سیستم دفاعی برای مقابله با شکارچیان استفاده می‌کنند. تاکنون در حدود ۲۰۰۰ گونه از این نوع حشرات در نواحی معتدل و گرمسیری شناسایی شده‌است. بسیاری از آن‌ها در مناطق مردابی و جنگلی، جایی که لاروهایشان به منابع غذایی دسترسی داشته باشند زندگی می‌کنند. در بین بیشتر گونه‌ها هر دو جنس نر و ماده توانایی پرواز دارند. اما در بین بعضی گونه‌ها، جنس ماده قادر به پرواز نمی‌باشد.

## مکانیزم تولید نور
تولید نور توسط کرم‌های شب‌تاب نتیجه یک واکنش شیمیایی است با عنوان زستابی شه در عضو ویژه‌ای که عموماً در قسمت تحتانی شکم حشره واقع شده‌است انجام می‌گیرد. طی این روند ماده‌ای به نام لوسی‌فرین با اکسیژن ترکیب شده و تولید نور می‌کند. البته ماده دیگری هم با نام لوسیفراز در فرایند تولید نور نقش دارد. این ماده به عنوان کاتالیزگر عمل می‌کند.

## کرم شب‌تاب در ادبیات فارسی
کرم شب‌تاب را در فارسی، آتشیزه نیز می‌گویند.
در کتاب کلیله و دمنه داستانی دربارهٔ کرم شب‌تاب و میمون‌هایی که گمان می‌کردند این کرم قطعه‌ای آتش است، وجود دارد.
سعدی نیز در بوستان حکایتی دربارهٔ کرم شب‌تاب آورده‌است:
مگر دیده باشی که در باغ و راغ
بتابد به شب کرمکی چون چراغ
یکی گفتش ای کرمک شب‌فروز
چه بودت که بیرون نیایی به روز
ببین کاتشین کرمک خاکزاد
جواب از سر روشنایی چه داد
که من روز و شب جز به صحرا نیم
ولی پیش خورشید پیدا نیم!
همچنین نیما یوشیج می‌نویسد: 
می‌تراود مهتاب، می‌درخشد شب‌تاب، ... خواب به چشم كس و لیک غم این خفته‌ی چند خواب در چشم ترم می‌شكند...

## نگارخانه

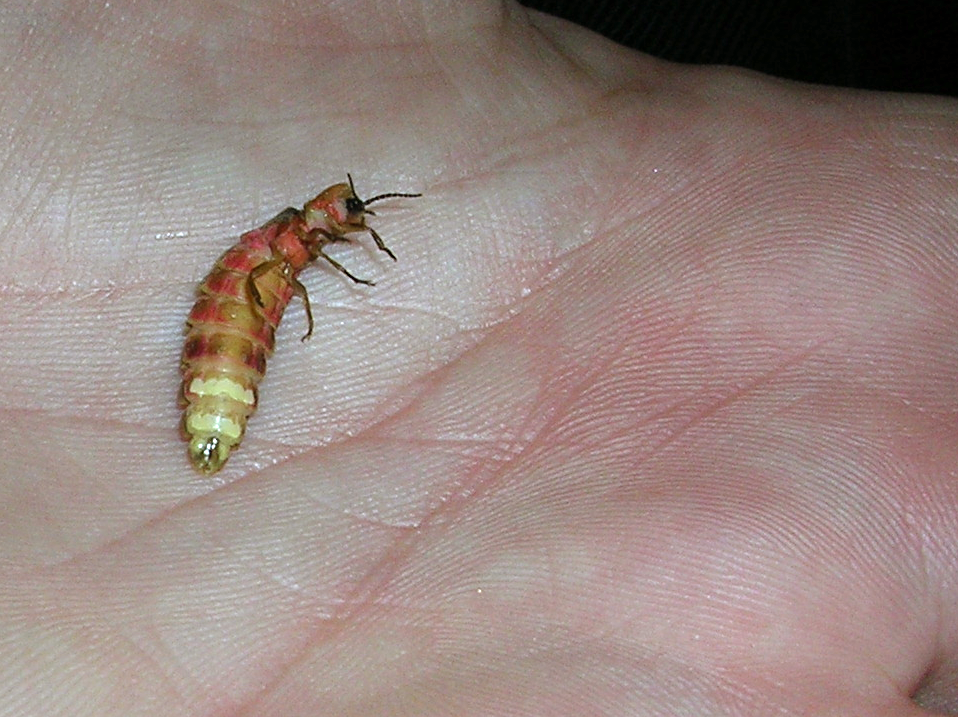
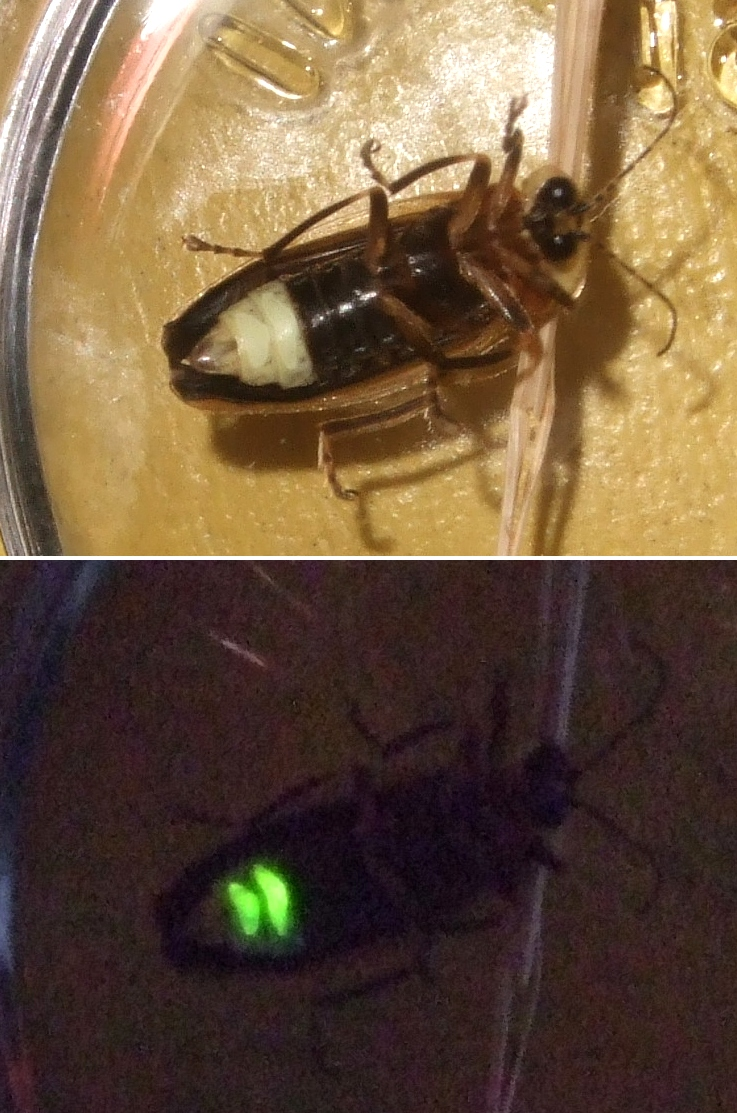
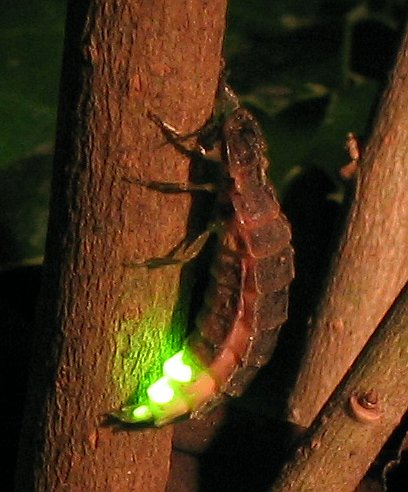